# Guy Mollet
Guy Mollet (Flers (Orne), 1905 - París, 1975) fou un polític francès, president del Consell de França (1956-1957). De jove fou sindicalista i milità en la SFIO (1923), fou alcalde d'Arràs (1945) i més tard diputat, ministre i president del Consell de ministres que provocà la intervenció a Suez (1956), a més de president de l'Assemblea consultiva del Consell d'Europa (1954-56). Fou un europeista convençut. Originàriament a l'ala esquerra i marxista del seu partit, progressivament es decantà ideològicament cap a la dreta, fet que provocà l'escissió del PSU (1958). Posteriorment la SFIO es fusionà amb el Partit Socialista.